# Serie 9500 de CP
LRV2000 es el nombre comummente dado a los automotores de la serie portuguesa 9500, adscritas a las empresas CP y Metro de Mirandela. LRV es la sigla para Light Rail Vehicle, o sea un vehículo ferroviario ligero.

## Historia
La LRV2000 tiene todo el aspecto de ser moderna, pero es en realidad el resultado de la reconversión de los antiguos automotores Đuro Đaković, compradas a la antigua Yugoslavia en la década de 1980. Funcionaron en líneas alrededor de Zagreb, capital de Croacia. Estas, como es común en Portugal para los ejemplares más peculiares de material circulante, obtuvo rápidamente un apodo: Xepa. Este nombre, cuyo origen está en una personaje de la telenovela brasilera Doña Xepa, le fue dado por las semejanzas entre la intempestividad del automotor y de la vieja señora de la novela. El desempeño del material era de tal forma exagerado, que provocaba que los viajes fuesen altamente desagradables para pasajeros y personal de CP que en ellos viajaban.

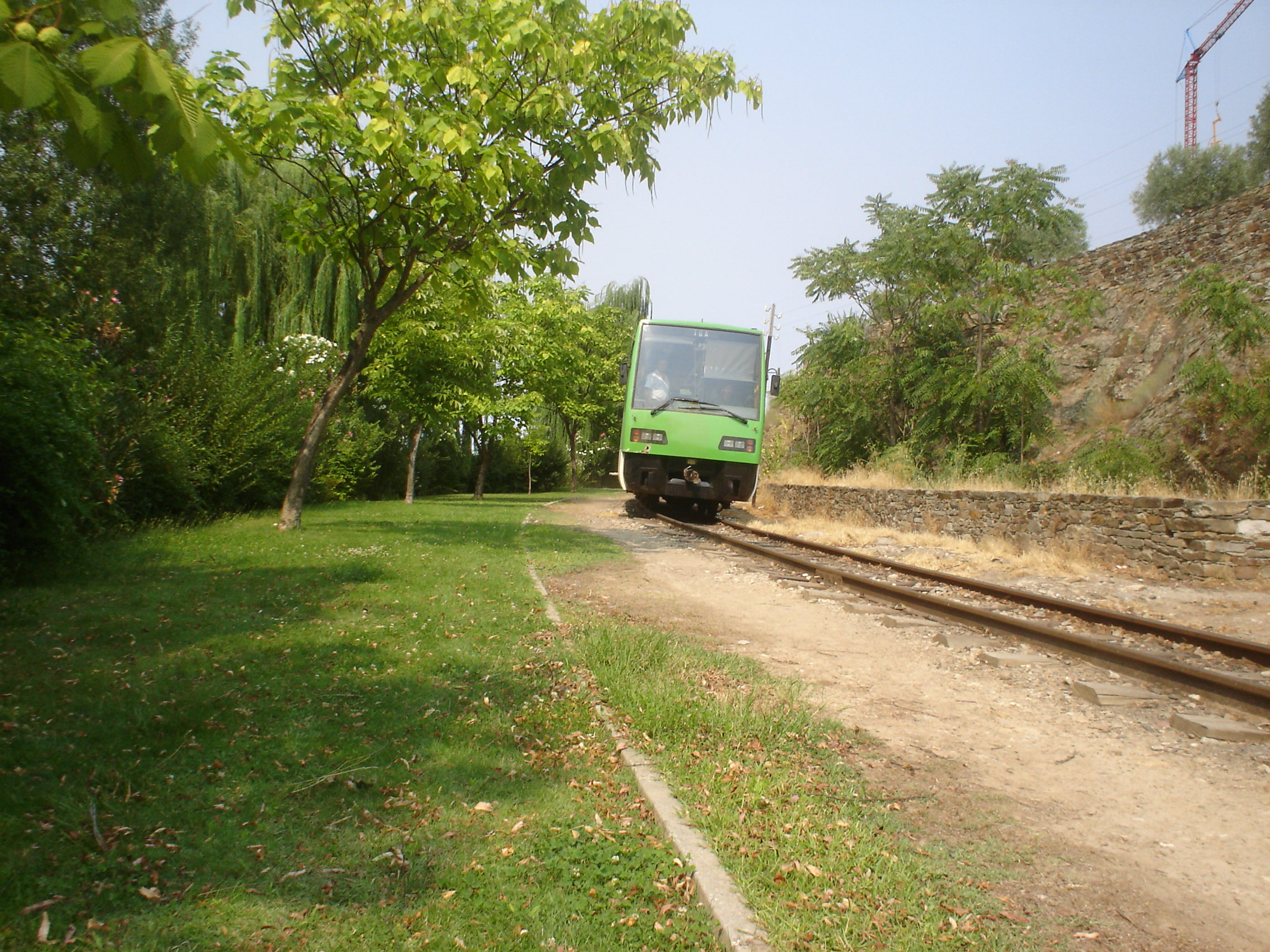
Automotor del Metropolitano de Mirandela.

Inicialmente poseían un ancho más reducido, las Đuro Đaković, o Xepas, tenían una estructura de bogies divididos: un bogie servía para dos vagones. En Portugal todo esto fue modificado, adaptando el material para ancho métrico (un metro entre railes), y la introducción de 2 bogies por vagón.
Hicieron servicios en la Línea del Corgo y en la línea del Túa, siendo de los últimos convoyes en servir las estaciones de Chaves y de Braganza antes del cierre al tráfico ferroviario de estas estaciones montañosas.
Actualmente, los Xepas que no fueron aprovechados para los LRV2000 fueron desmantelados - había 2 vagones en la estación de Túa que han desaparecido - o se encuentran en estado de total abandono junto de la bifurcación del Corgo - Línea del Duero y Línea del Corgo - y en la estación de la Régua - mismas líneas.

## Ficha técnica
- Número de unidades construidas: 9 (9501 - 9509)[1]
- Número de unidades en servicio: 2[1]
- Número de unidades operativas: 5
- Tipo de combustible utilizado: Gasóleo[1]
- Entrada en servicio: 1996[1] - 2000
- Potencia:180 kW[1]
- Velocidad máxima: 84 km/h[1]
- Transmisión:
  - Tipo: Mecánica-hidráulica
- Capacidad:
  - Segunda clase: 48[1]

## Metro de Mirandela, y Líneas del Corgo y del Tâmega
La flota de LRV2000 que inauguraron el Metro de Mirandela estaba constituida por 4 LRV2000, que fueron bautizadas con los nombres Lisboa, París, Estrasburgo y Bruselas. Entre 1995 y 2001, circularon entre las estaciones de Mirandela y de Carvalhais, en el trozo reabierto al tráfico ferroviario que había sido cerrado en 1991/1992 hasta Braganza. Tenían el privilegio de llegar a los 60Km/h en la línea del Túa, vía que se mantiene con una restricción de velocidad de 45 m/h entre Túa y Mirandela.
El 12 de febrero de 2007, el Bruselas sufrió un accidente fatal, cerca del apeadero de Castanheiro, donde se produjeron tres víctimas mortales y dos heridos, en el que fue el 2.º accidente mortal en 120 años de Historia de la línea de montaña portuguesa. Una vez se conoció que el lugar no era propicio para su rescate, fue totalmente desmantelado.
Los LRV2000 del Metro de Mirandela tienen una pintura verde, con el logotipo de la empresa.
En las Líneas del Tâmega y del Corgo circulan las restantes LRV2000, con una pintura roja y el logotipo de la CP. En el Tâmega se encargaron de sustituir los antiguos automotores Nohab de la serie 9100, pequeños automotores de 1.ª y 2.ª clase que también operaban hasta al Arco de Baúlhe. En el Corgo se encargaron de sustituir las últimas Xepas en circulación.